# 原辰徳
原 辰徳（はら たつのり、1958年〈昭和33年〉7月22日 - ）は、神奈川県相模原市出身の元プロ野球選手（内野手・外野手、右投右打）・コーチ・監督、解説者・評論家。
読売ジャイアンツのオーナー付特別顧問を務める。

## 概要
2002年から2年間、2006年から10年間、そして2019年から2023年までの5年間、通算3度、17年間にわたって読売ジャイアンツの監督を務めた。2009年には日本代表監督も務めた。
福岡県大牟田市生まれ、神奈川県厚木市、相模原市育ちである。
1980年代から1990年代中盤にかけて巨人の4番打者を務め、ON時代後の巨人を支え、選手としては6度のリーグ優勝、3度の日本シリーズ優勝に貢献。入団から12年連続で本塁打20本以上を記録し、4番としての出場試合数は球団歴代4位である。
ヘッドコーチとしては1度のリーグ優勝、1度の日本シリーズ優勝に貢献。
監督としては9度のリーグ優勝と3度の日本シリーズ優勝、1度のアジアシリーズ優勝に導いている。2009年にはワールド・ベースボール・クラシック日本代表の監督を務め、優勝へ導いた。巨人監督の在任期間は2023年で通算17年目となり、歴代最長の在任期間となった。
また、2009年より国際武道大学の客員教授、2016年より東海大学の客員教授を務める。愛称は「（永遠の・平成の）若大将」。
父は、福岡県立三池工業高等学校で野球部の監督を務め、同校を1965年夏の甲子園で優勝へと導いて三池工フィーバーを起こし、その後東海大学付属相模高校や東海大学硬式野球部などで監督を務めた原貢。辰徳と同じく東海大相模高校・東海大学の野球部に所属し、巨人に入団した菅野智之は甥（妹の子）にあたる。

## 経歴

### プロ入り前
幼少期を福岡県大牟田市で過ごし、市内にある東洋高圧（現・三井化学）大牟田の社宅に住んでいた。なお、同じ社宅には真弓明信も住んでいた。私立平原幼稚園を卒園したのち、大牟田市立平原小学校、大牟田市立三池小学校、大牟田市立白川小学校と転校。小学校2年のとき、父の東海大学付属相模高等学校監督就任に伴い、神奈川県厚木市へ転居。厚木市立緑ヶ丘小学校、厚木市立南毛利中学校に在籍していたが、その後相模原市に再転居したため、厚木を離れた。相模原転居後は相模原市立上鶴間中学校に転校して在籍した。
厚木在住時代には公営団地に住んでいたが、その団地の同じ棟には推理小説家の森村誠一一家も住んでいた。

### 高校時代
1974年、東海大相模高校に入学し、1年生から三塁手のレギュラーとして活躍。甲子園には4回出場している。1974年夏の選手権は準々決勝で鹿児島実の定岡正二に抑えられ、延長15回敗退。1975年の春の選抜では決勝に進出する。決勝では杉村繁のいた高知高に延長13回の接戦の末に敗れ、準優勝にとどまった。同年夏の選手権は準々決勝で上尾高に敗退した。直後の全日本高校選抜チームによるアメリカ西海岸・ハワイ遠征にも選出された。1976年夏の選手権は2回戦で小山高に敗れる。甲子園の各大会では、後にプロ野球でも活躍する定岡正二、宇野勝、土屋正勝、杉村繁らと名勝負を繰り広げている。地区大会の神奈川県大会では、川崎球場を満員にする程の「原フィーバー」を巻き起こした。当時のチームは、原の他にも、津末英明（津末は東海大学の同期でもあり、後に巨人でもチームメイトとなった）、綱島里志、佐藤功、村中秀人、岡部憲章らの好選手を擁していた。高校通算本塁打は43本。
高校3年時のドラフト会議で指名される可能性もあり、一時は本人もプロ入りに傾いたが、結局ドラフト会議の4日前に大学進学を決めたことを公表する。本人はこのときから既に巨人入りを望んでいたが、この年の巨人は球団方針で「上位は投手を指名する」ことを決めていたため、「巨人に入れないなら進学する」ということになったという。巨人はそれでもドラフト外入団による原の獲得を狙ったが、最終的に断念した。

### 大学時代
その後東海大学に進学。遠藤一彦は先輩、市川和正と津末は同級生、高野光は後輩にあたる。
首都大学野球リーグでは在学中7回優勝。1年生秋季のリーグ戦で初本塁打を打ったが、打率.267で、ベストテンには入れなかった。しかしその後は3度の最高殊勲選手、1年生秋季リーグを除く7度のベストナインを獲得。打撃三冠王2回（2年生秋季・4年生春季）。リーグ通算93試合出場、362打数144安打、打率.398、21本塁打、105打点。1977年の全日本大学野球選手権大会では、遠藤一彦の好投もあって決勝に進むが、石毛宏典のいた駒大に延長10回の末に敗れ、準優勝にとどまる。同年の明治神宮野球大会は決勝でエース江川卓を擁する法大と対戦し、4打数2安打1本塁打を記録するものの3-5で敗退、準優勝に終わる。
1977年、1979年、1980年の日米大学野球選手権大会日本代表に選出される。3年生時に日本で開催された日米野球では、早稲田大学4年生の岡田彰布と3番、4番打者を組み、ハワイ大のエース、デレク・タツノらと対戦した。この大会でも逆転満塁本塁打を放つなど活躍を見せる。大学4年時には、秋の明治神宮野球大会で1試合3本塁打を放つなどの活躍を見せ、「長嶋茂雄の再来」の期待をさらに大きなものとした。1980年、日本で開催されたアマチュア野球世界選手権に、大学生としてただひとり日本代表選手に選出され出場した（3位入賞）。

### 現役時代
1980年のプロ野球ドラフト会議において、読売ジャイアンツ新監督の藤田元司が4球団（巨人、広島、大洋、日本ハム）競合の末に1位クジを引き当て、巨人に入団。担当スカウト加藤克巳。背番号については前年限りで監督を退任した長嶋茂雄が「できることなら（永久欠番になっている）僕の3を譲りたい」と言うほどの惚れこみようだったが、高田繁の引退に伴い空いた8となった。1984年頃までの初代応援歌は背番号にちなんで『エイトマン』の主題歌だった。
1981年4月4日、開幕戦に6番打者、二塁手として先発出場。プロ初打席は中日ドラゴンズ・三沢淳の前にセカンドフライに倒れるも、代わった牛島和彦からプロ初安打を記録。翌日には小松辰雄からプロ初本塁打を放ち、その17日後の4月22日に行われた対大洋ホエールズ戦（原の地元でもある福岡県に位置する北九州市営小倉野球場）では、遠藤一彦から自身初のサヨナラ本塁打も放った。この試合では原のホームインとともに、喜びを共有したい大量の取材陣とファン（その多くは原がかつて住んでいた地元の福岡県民）がグラウンド内に乱入し、北九州市営球場開設以来史上初のお祭り騒ぎとなった。
シーズン当初はチームのポジション事情により二塁手として出場していたが、5月4日に三塁手の中畑清が故障で試合途中に退き、その試合からアマチュア時代からのポジションである三塁手に収まる。空いた二塁手には盟友となる篠塚利夫が入り、中畑は王貞治の引退後、なかなか後釜が埋まらなかった一塁手にコンバートされて復帰し、内野のレギュラー陣が固まる。シーズン後半には疲労から成績を落としてしまったが、最終的には規定打席に到達、打率.268（リーグ25位）、22本塁打、67打点の成績を収め、新人王を獲得した。シーズンオフには、日本テレビで1年目の活躍等を振り返る特集番組『辰徳スペシャル』が放映された。
1982年には本塁打数を33に伸ばし、最多勝利打点を獲得。本塁打は2本差、打点は3打点差で、共に掛布雅之に次いで2位であった。活躍が認められ、江川卓、西本聖に次ぐチーム3位の高年俸2700万円で契約を更改した。
1983年は初めて打率3割を記録。打点王、最多勝利打点を獲得して巨人の優勝に貢献し、MVPに選ばれた。巨人における3割30本塁打100打点の記録達成は、青田昇、長嶋茂雄、王に次いで球団史上4人目だった。
1986年、前年を上回るペースで本塁打を記録していたが、8月7日の対中日戦の守備でダイビングした際に手首を痛め、左手首関節挫傷で戦線離脱。しかし、チームが優勝争いをしてることから、故障が完治しないまま復帰する。
だましだましで出場していたが、9月24日の広島戦。9回の裏津田恒実から二死一塁の場面で打席に立ったがその7球目直球をファウルした際に左有鈎骨を骨折、残り試合の欠場を余儀なくされた。「事実上、バッター原辰徳は、この骨折の時に終わりました」と後に自らが発言するほどの影響があった。バットとボールが触れるインパクトの瞬間に左手を使って押し込む動作を行う際、絶頂時と骨折後との違和感がずっと消えなかったという。これ以降負傷した左手首に加えてアキレス腱痛などにも悩まされる。3年連続現状維持の年俸3870万円で契約を更改した。
1987年、1988年は2年連続で3割30本塁打を記録。特に1988年は本拠地が東京ドームに変わりチーム本塁打が激減するなか最後まで本塁打王争いに加わった。その後1996年に松井秀喜が38本塁打を記録するまでチーム内で30本以上本塁打を打つ選手は現れなかった。
1989年、監督に就任した藤田元司の説得で外野手、主に左翼手にコンバートされる。4月8日、開幕戦のヤクルトスワローズ戦にて尾花高夫からNPBにおける平成第1号かつ自身通算250号となる本塁打を放つ。7月には左ふくらはぎの肉離れで1か月ほど離脱し、9年連続でファン選出されたオールスターゲームの出場も辞退した。復帰直後の8月7日の広島戦で津田恒実からサヨナラヒットを打ちお立ち台で涙を流した。同年、新人時代から9年連続20本塁打以上のプロ野球新記録を達成した。近鉄バファローズとの日本シリーズでは、開幕から18打席連続無安打と極度に不振に陥る。東京ドームで迎えた第5戦の7回裏、近鉄・吉井理人は原の前を打つ4番打者・ウォーレン・クロマティを敬遠する満塁策をとり、不振の原との勝負を選択した。しかし、原はこのシリーズ初安打となる満塁本塁打を放ち、溜飲を下げた。原はこのシリーズは不調にあえぎ、わずか2安打に終わったが、その2安打が第5戦の満塁本塁打、第7戦の2点本塁打といずれも本塁打であり、シリーズMVPに選ばれた駒田徳広を上回る6打点を記録している。
1990年は、3月28日の大洋とのオープン戦の試合間の打撃練習で左脇腹を痛め、4月7日のヤクルトとの開幕戦で延長14回裏に左前安打を打った際に激痛を覚えたため、8日から現役選手登録を外れ約1か月間戦線離脱した。5月6日の広島戦から復帰した。最終的には打率3割を達成し、チームの2年連続リーグ優勝に貢献した。レギュラーシーズン127試合目となる9月29日のナゴヤ球場での中日戦においてプロ入り後初の1試合3本塁打を記録し、10年連続20本塁打を達成。翌1991年には、入団以来11年連続20本塁打の日本記録更新と年間犠牲フライのリーグ新記録となる12犠飛を達成し、2年連続ベストナインに選出される。しかし、プロ入団以来初めてのBクラス転落を経験し、年俸も500万円の微増で9900万円とわずかに1億円に届かなかった。
1992年、一塁手にコンバート。当初三塁への復帰も検討されていたが、その背景には、不安定な左翼守備とその影響で打撃成績が下降したこと、またすでにファンの間で「原＝三塁」のイメージが定着しており、外野手転向によってそれが損なわれていたことなどの理由があった。しかし、アキレス腱痛の悪化などを考慮し、最終的には一塁手へのコンバートとなった。入団以来12年連続20本塁打の日本記録を更新し、この年のオフ、駒田、斎藤雅樹とともに、歴代の巨人の日本人選手として初めての1億円プレーヤーとなった。
1993年、長嶋茂雄が監督に就任すると、三塁手に復帰。5月2日には4番出場が通算1000試合に到達した。しかし、三塁手に復帰したことで負荷がかかり、古傷のアキレス腱痛が再発するなど複数個所の故障に悩まされ打撃不振に陥り、プロ入り以来初の規定打席未達に終わる。開幕から21試合を経た5月5日まで本塁打が出ないという不振ぶりで、新人時代より続けていたシーズン20本塁打以上の記録が12年で途切れるなど、プロ入り以来最低の成績に終わる。同年オフ、中日の主砲・落合博満がFAを宣言し巨人に移籍。4番を任されることが確実となり原の立場は複雑になった。
1994年、左脚のアキレス腱を部分断裂し開幕を二軍で迎え5月には一軍復帰を予定していたが背筋痛で復帰が延期された。一軍初出場は開幕から53試合目、6月14日の阪神戦だった。7番打者で先発出場しドラフト1位ルーキーで前月の月間MVP・藪恵市から本塁打を放ち意地をみせた。2年連続で規定打席未達ながら夏場に3打席連続本塁打を記録するなどの活躍を見せ入団以来14年連続2桁本塁打を達成。チームは10.8決戦を制して4年ぶりにリーグ優勝を果たし、日本シリーズでは欠場の落合に代わり「4番・一塁手」で出場。第2戦で西武ライオンズ・工藤公康から巨人の同試合唯一の得点となる適時打を放ち日本一達成に貢献した。
1995年シーズンを最後に現役引退した。他球団からの誘いを断っての決断であった。10月1日に球団代表の保科昭彦と監督の長嶋に現役引退を申し入れて了承されて正式決定、3日の広島市民球場での広島戦では同球団による原へのセレモニーが開催され広島選手会長の正田耕三から花束を贈呈された。引退試合は、巨人のホームゲームの日程がセ・リーグ他球団より早く消化することと、シーズン終盤までチームが優勝争いをしていたことから当初予定されていなかったが、9月1日に開催された広島戦ホームゲームの延長15回引き分け再試合が奇しくも前述の10.8決戦の1年後となる10月8日に組み込まれたことにより実現。東京ドームのスケジュールの都合上、当時の土曜・日曜・祝日では珍しかったデーゲームで開催された。原は「4番・三塁手」としてフル出場し、7回裏に紀藤真琴から左中間スタンドへ現役最後となる382本目の本塁打を放った。現役最終打席で広島側の計らいにより大野豊がワンポイントで登板しライバル対決が行われ結果はレフトフライだった。試合は1-3で巨人が敗れた。試合後の引退セレモニーで「巨人軍の4番打者には何人も侵すことが出来ない聖域がある。今日、私の夢は終わります。しかし私の夢には続きがあります。」との言葉を残した。

### 評論家時代
1996年に自らNHKに売り込み、NHK野球解説者、スポーツ報知野球評論家へ就任。プロ野球中継解説の他、NHK総合テレビの『サンデースポーツ』でメインキャスターを1998年10月まで務めた。また、サンデースポーツでは1996年オフに巨人ファンでもある三浦知良と共演したこともある。

### 巨人コーチ時代
1998年10月14日、長嶋に呼ばれて巨人の一軍野手総合コーチに就任しプロ野球界復帰。背番号は80。
2000年には、監督の長嶋茂雄の元で一軍ヘッドコーチに昇格。2001年の後半戦は将来の監督就任を見据え長嶋から指揮を任されていたという。

### 第1次巨人監督時代
2001年9月27日優勝の可能性がほぼ潰れた広島戦に敗れた試合後東京ドームの監督室に呼ばれた長嶋に「おめでとう。来年から原監督だ。君が巨人の監督に決まったよ。君が来年は巨人の監督になるんだ」と言われた。シーズンオフの10月11日、勇退した長嶋の後任として巨人の監督に正式就任。巨人では初めて、戦後かつ1950年代生まれ、そして現役時に東京ドーム試合出場経験がある監督となった。背番号は80に長嶋の3を足した83。1年目シーズンとなった2002年のキャッチフレーズは「ジャイアンツ愛」。当時オーナーだった渡邉恒雄に打診して、現役時代から親交があり、アメリカにコーチ留学していた鹿取義隆をヘッドコーチとして招聘した。斉藤雅樹も投手コーチで招聘し、留任した篠塚和典を総合コーチに、吉村禎章を打撃コーチ、鈴木康友を内野守備走塁コーチ、西岡良洋を外野守備走塁コーチ、村田真一をバッテリーコーチに迎えるなどした。鈴木は「あれは1982年のグアムキャンプの時かな。原さんは入団2年目。僕ら3人が日本人会の会長宅に招かれた。そこで原さんは、こう言ったんです。“オレが監督になったら、篠さんとヤスをコーチにするから”って。いくら新人王を獲ったとはいえ、まだ2年目の選手ですよ。僕はびっくりしました」。と述べている。
2002年は、引退も考えていた桑田真澄の先発復帰、故障で一軍から離脱していた河原純一の抑え転向、清水隆行の1番起用など大胆な選手起用を行い、就任1年目にしてリーグ優勝に導いた。日本シリーズでは西武ライオンズ相手に球団史上初でシリーズとして1990年の西武以来12年ぶりとなる無傷のストレート4連勝で、「監督初年度での日本一」を達成した。
この年、松井秀喜と清水以外の選手は故障が多かったものの、二軍で好調だった選手を昇格後即スタメンで起用したり、積極的にエンドランや盗塁を用いる用兵で結果を残した。6月19日の対横浜戦の11回表無死一塁で、打者が投手で左打者の岡島秀樹、相手投手が左投げの河原隆一の場面、ベンチに控え野手清原和博・村田善則・鈴木尚広が残っている状況で、投手である桑田を代打に指名した。横浜は投手を右投げの東和政に交代させ、守備陣はバントシフトを敷くが、桑田は初球をバスターエンドランし、試合に勝利した。
しかし翌2003年は、前年まで不動の4番だった松井秀喜がFA権を行使しMLBへ移籍したことや、相次ぐ主力選手の怪我による戦線離脱、前年好調だった投手陣が一転して不調に陥ったこと（チーム防御率は3.04から4.43に低迷）、更には阪神の快進撃などもあり3位に終わる。当初は次シーズンも続投の予定だったが、終盤で中日に抜かれ3位に転落したことに加え、球団代表・三山秀昭との確執もあり、渡邉恒雄オーナー（当時）曰く“読売グループ内の人事異動”の名目で同年9月26日監督を辞任することを表明し、特別顧問に転任した。

### 巨人特別顧問時代
2004年から2年間は巨人軍特別顧問（日本テレビ解説者、スポーツ報知客員評論家と兼任）を務めた。また、タレントとしてTBSラジオの番組『原辰徳のいきいきトーク』（『ファンケル 原辰徳のいきいきトーク』。2004年4月から9月…日曜9時55分 - 10時、2004年10月から2005年12月…土曜17時 - 17時15分、東京地区のみ放送）でパーソナリティを担当。

### 第2次巨人監督時代

#### 2006年 - 2009年
2005年10月5日、自身の後任監督である堀内恒夫が成績不振により引責辞任（堀内自身は解任されたと述べている）し、その後任として2年ぶりに監督に復帰した。契約年数は3年で、背番号は現役時代の「8」を重ねた「88」とした

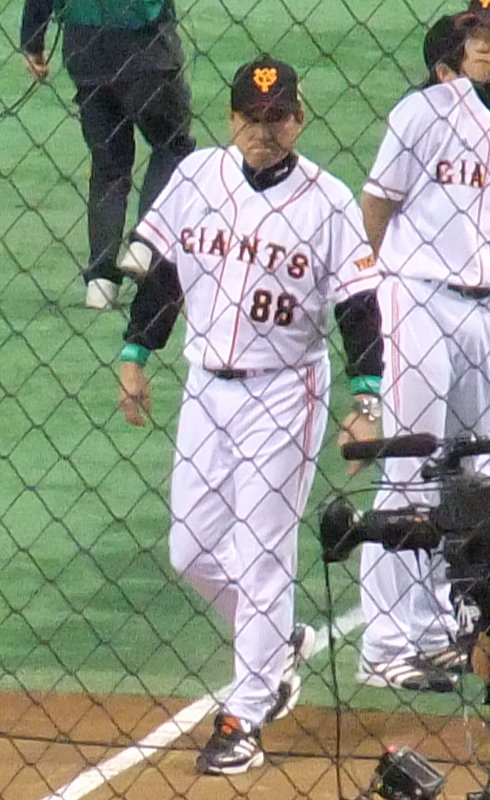
2009年の日本シリーズでの原辰徳

投手コーチに再び斉藤雅樹を招聘、内野守備走塁コーチは篠塚、外野守備走塁コーチは西岡、バッテリーコーチは村田真一、二軍監督は吉村が就任した。尾花高夫は二軍投手コーチに決まっていたが原が二軍にあった尾花の名前を見つけ「一軍で使っちゃダメなんですか？」と言い、尾花と話し合いをして尾花は一軍投手総合コーチに拝命された。伊勢孝夫をスコアラーで招聘した（ヤクルトの後輩尾花が球団社長に「伊勢さんを雇った方がいいと」と言っていた）。
2006年、シーズン当初は開幕ダッシュに成功し5月まで首位をキープしていたが、小久保裕紀、高橋由伸、阿部慎之助など怪我人が続出し、6月から7月の間に立て続けに8連敗、10連敗、9連敗（他に敵地18連敗、保護地域外26連敗など）を喫して優勝争いから脱落、8月4日には最下位に転落する。最終的には2年連続Bクラスとなる4位で終わる。
2007年、日本ハムからFA宣言していた小笠原道大を獲得し、伊勢が打撃コーチ補佐に就任し、故障で出遅れた上原浩治を尾花の意向で「同年のみ限定」で抑えに転向させたり、それまでクリーンナップを務めていた高橋由伸を1番打者に固定するなど、型破りな選手起用が成功しチームを5年ぶりのリーグ優勝へと導いた。しかし、この年から導入されたセ・リーグのクライマックスシリーズ2ndステージで、ペナントレース2位の中日に初戦から3連敗を喫し、日本シリーズ出場を逃した。秋季キャンプは対象選手を伸び盛りの若手に特化。また高橋由伸と上原のポジションに関しては、上原が先発復帰（「選手が積み重ねてきたものがあるので強制はできない」としている）。かつての平成3本柱のひとりでリリーフエース経験もある槙原寛己を臨時コーチに招き、守護神候補として野間口貴彦や西村健太朗の指導を依頼。新聞で2007年を「“ホップ、ステップ、ジャンプ”のホップの年くらいにはなった」と語っている。
2008年は、アレックス・ラミレス、セス・グライシンガー、マーク・クルーンを獲得し、一時は首位・阪神タイガースに最大13ゲーム差をつけられるも、シーズン終盤の8月から9月にかけて12連勝含む26戦で21勝するなどし猛追、そのまま10月8日に阪神を逆転して首位に立ち、10月10日に2年連続リーグ優勝を達成した。特に対阪神戦では、先発にグライシンガーと内海哲也を軸として集中的にぶつけたことも奏効して、8月30日以降は無傷で全勝してきた。クライマックスシリーズ2ndステージでは、中日を相手にアドバンテージの1勝を含む3勝1敗1分の成績を残し、2002年以来の日本シリーズ進出を決めた。日本シリーズではパ・リーグの覇者・埼玉西武ライオンズ相手に第5戦で王手をかけたものの、東京ドームに戻った第6戦・第7戦に連敗して3勝4敗で敗退した。11月11日、都内の読売新聞社にオーナーの滝鼻と球団会長の渡辺を訪ねシーズンの報告を行い、両者から続投の要請を受けて受諾し、球団と新たに3年契約を結んだ。
この年、神宮での雨中の開幕戦で、遊撃スタメンだった二岡智宏が足を負傷、二塁スタメンだった当時2年目・19歳の坂本勇人を本来のポジションである遊撃に回したが、坂本はこの試合以降の2008年の全試合、全イニングに起用され、急成長を遂げた。野手では他に亀井義行や、育成枠から隠善智也らを、投手陣でも前年に育成枠から昇格した山口鉄也や、若い越智大祐らを積極的に起用するなど、若手・中堅・ベテランを使い分ける采配が評価された。
同年10月28日、「WBC体制検討会議」で満場一致で推薦されたのを受け、座長を務めるプロ野球コミッショナー加藤良三から2009 ワールド・ベースボール・クラシック日本代表監督への就任を要請され受諾。背番号は「好んでいる数字」として前回監督時と同じ「83」を付けた。11月12日、監督、コーチングスタッフ6名と代表チームの愛称名「サムライジャパン」が発表された。2009年3月24日の決勝戦で韓国を5-3で破り、日本を大会2連覇に導いた。

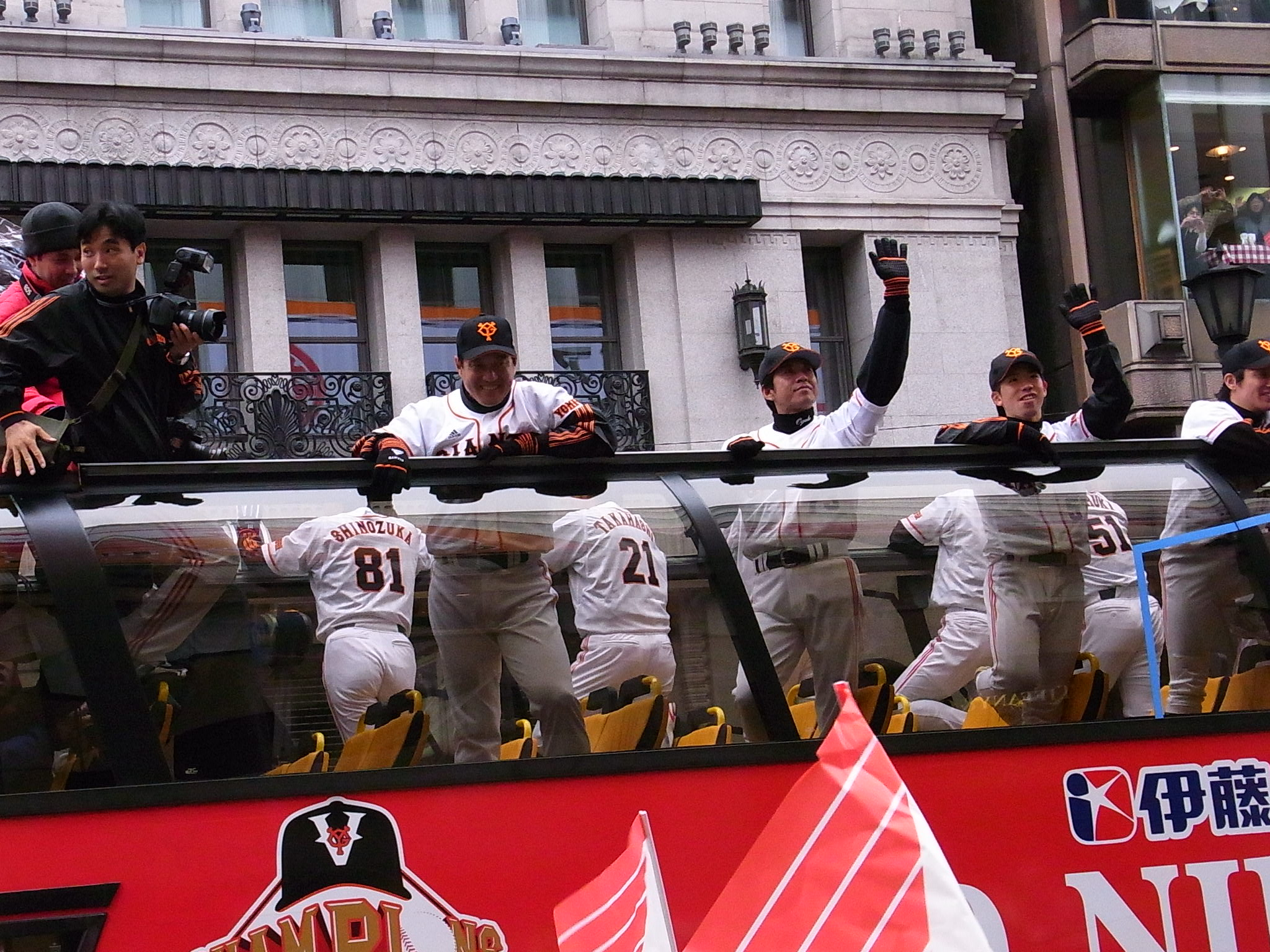
優勝パレードの原監督（2009年11月22日撮影）

2009年シーズンが開幕すると、育成枠出身の松本哲也や坂本勇人・亀井善行、原自ら「風神・雷神」と名づけた左右の中継ぎコンビ・山口と越智などの若手が次々に台頭した。また、上原浩治のMLB移籍によって先発投手の戦力低下が危惧されたが、ヤクルトから獲得したディッキー・ゴンザレスやテスト生出身のウィルフィン・オビスポがその穴を埋めたため前年とは対照的に春先から首位を快走した。野手陣においては、3年目の坂本を1番打者として起用、また前年までは代打や守備固めでの起用が多かった松本哲也・亀井善行をスタメンとして固定するなど、勢いのある若手をレギュラーとして起用した。リードした試合の終盤には主力選手をベンチに下げたり、谷佳知を相手先発投手に応じてスタメン・代打と使い分けたり、捕手の阿部慎之助や外野手の亀井を一塁手としても起用するなど選手層の厚さを活かした柔軟な用兵を見せ好成績をキープし首位を快走、9月23日にV9以来のリーグ3連覇を果たした。ベテランの小笠原やラミレスが期待通りの成績を残したことも、若手起用にも繋がり相乗効果となり、年間安打数1375本は球団歴代最多となった。第2次巨人監督時代の長嶋らと対照的に、ベテランや本塁打打者に依存せず、若手を積極的に起用する原の手腕は多くの解説者に高く評価された。
クライマックスシリーズ第2ステージでは3年連続となった中日相手に4勝1敗（レギュラーシーズン1位のアドバンテージ1勝を含む）で勝利。2年連続日本シリーズ出場となった。日本シリーズでは北海道日本ハムファイターズに4勝2敗で勝利。監督として2度目の日本一を達成する。11月12日にはWBC及び日本シリーズの優勝が評価され、2度目の正力松太郎賞を受賞。11月14日にはアジアシリーズの代替大会として行われた日韓クラブチャンピオンシップにも勝利。監督としてWBC、セ・リーグ、日本シリーズ、日韓統一王者の4冠を達成した。さらに12月6日には、スイス・ローザンヌで開かれた国際野球連盟の総会において2009 ワールド・ベースボール・クラシック優勝などの実績が評価され、最優秀賞の監督部門「Coach of the Year」に選出された。

#### 2010年 - 2011年
2010年は、ドラフト1位で長野久義を獲得し前年同様リーグ優勝が期待されたが、前年度活躍した内海哲也、東野峻、ゴンザレス、オビスポといった主力投手がそろって不調に陥り、高橋尚成の退団やクルーンの救援失敗も響いてチーム防御率が1点近く悪化し、リーグ4連覇を逃した。10月8日のシーズン最終戦となる東京ドームでのヤクルト戦で、勝てば2位が確定したが、4-7で敗れて3位に終わった。クライマックスシリーズは、ファーストステージで2位阪神を下したが、ファイナルステージは中日に1勝3敗で敗れ、日本シリーズ進出を逃した。シーズン終了後、ヘッドコーチの伊原春樹が優勝逃した責任を取って辞任。伊原の後任として二軍監督の岡崎郁が就任した。
2011年は、前年度の失敗から投手総合コーチに川口和久を招聘し立て直しを図り、この年入団した澤村拓一の活躍もあり改善したが、抑え投手を固定できず、久保裕也に決まるまではレビ・ロメロやジョナサン・アルバラデホなどを日替わりで起用した。3月11日に発生した東日本大震災の影響を受け、開幕は当初の予定より2週間遅れた4月12日に宇部にて開催。この年から導入された統一球に苦戦し、前年までの主な得点源であった本塁打が激減、得点力が大きく低下した。7月9日のヤクルト戦に敗れて借金が10となり、前半戦を借金4、首位ヤクルトと10ゲーム差の4位で折り返した。後半戦は8月に17勝8敗と盛り返したものの、10月10日の阪神戦に敗れ6試合を残して優勝の可能性が消滅。14日からの中日との3連戦に3連勝し、クライマックスシリーズ進出を決定した。しかし2位ヤクルトとのクライマックスシリーズは1勝2敗で敗退、ファイナルステージに進出できなかったのは球団史上初であった。
10月のドラフト会議で、甥の菅野智之が巨人による単独での1位指名が有力と見られていたが、直前に日本ハムも1位指名を表明。10月27日のドラフト会議では巨人、日本ハムが1位指名し、抽選の結果日本ハムが交渉権を獲得。しかし、菅野は日本ハムへの入団を拒否し、1年後の巨人入団を目指すことになった。
オフには日本シリーズ開幕を翌日に控えた11月11日にゼネラル・マネジャーの清武英利が文部科学省で突如記者会見を開き、球団会長の渡辺が球団が決めたコーチ人事を独断で覆して「江川卓をヘッドコーチとして起用する」と押し付け、さらに球団社長の桃井が兼任していたオーナー職を「一方的に」解任を決定したのはコンプライアンス違反であると「告発」し、18日に球団から「誤った事実や論評を公開し、球団や読売新聞社のイメージを傷つけた」ことを理由に解任されるというトラブルも発生した。
原はこの年が3年契約の最終年だったがシーズン中の9月13日にオーナー兼球団社長の桃井から続投を要請され、秋季キャンプ中の11月15日に新たに2年契約を結び、続投が決定した。しかし2年契約の一方で、桃井からは、翌年も優勝を逃した場合は、3年連続「V逸」となり「それは許されないことだし、そうなった場合は責任取らなければならない」として引責辞任するという条件も付けられた。

#### 2012年 - 2015年
2012年は、ラミレスがDeNAに移籍したが、2年連続V逸の結果を受け、フリー・エージェントで村田修一と杉内俊哉を、前年19勝でパ・リーグ最多勝もソフトバンクとの契約交渉が決裂したデニス・ホールトンを獲得。コーチとして野村克也の教え子である橋上秀樹、秦真司をそれぞれ一軍戦略コーチ、一軍バッテリーコーチとして招聘し、大型補強とコーチングスタッフの梃入れを行った。阿部を4番とした新チームで開幕をスタートさせるが、3月30日のヤクルトとの開幕戦は先発の石川雅規に9回一死まで無安打無得点に抑えられ球団史上初めて開幕戦で完封負けするなどヤクルトの開幕カードを1勝2敗と負け越し。続く広島との3連戦では初戦に早くも2度目の完封負けで2008年4月5日以来4年ぶりの単独最下位に落ち、3戦目も完封を喫して早くも同一カード3連敗、次の阪神戦にも連敗して開幕8戦で1勝7敗となる。4月21日のヤクルト戦に敗れてまたも単独最下位に転落し、翌22日のヤクルト戦にも敗れ早くも2度目の同一カード3連敗と5連敗を記録して借金は7に増えた。しかし、長野と坂本の打順を入れ替えたり、松本哲也が復調したり、西武から移籍した石井義人を代打の切り札として使い、シーズン途中に復帰したエドガー・ゴンザレスの活躍などもあり打線は復調、交流戦では6月16日の楽天戦に10-1で勝利しセ・リーグのチーム初の優勝を決めた。交流戦後も好調は続き、夏場から首位の座を譲らず9月21日のヤクルト戦に勝ち、独走でリーグ優勝を決めた。この年は、宮國椋丞・高木京介・田原誠次・小山雄輝など若手投手が台頭し、若手起用の采配を評価する声が多かった。

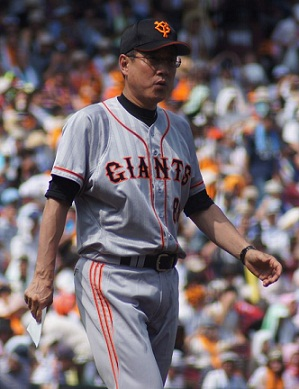
2012年

クライマックスシリーズではファイナルステージにおいて中日に3連敗と追い込まれながらもその後3連勝して日本シリーズへの出場権を得た。日本シリーズでは北海道日本ハムファイターズを相手に4勝2敗と勝ち越して3年ぶりの日本一を達成した。アジアシリーズも、台湾代表のラミゴを下して優勝し、史上初めて「交流戦、ペナント、CS、日本シリーズ、アジアシリーズ」の5部門全てで優勝する5冠を達成した。その功績が認められ、阿部とともに自身3度目の正力松太郎賞を受賞した。そしてドラフト会議では、菅野の1位で単独指名し交渉権を獲得。1年がかりで巨人への入団が実現した。
2013年は、2013 ワールド・ベースボール・クラシック日本代表監督へは就任しなかったが、シニアアドバイザーに就任した。日本が準決勝進出しアメリカ行きが決まると、自身も特別顧問の王と一緒にアメリカに同行、試合前の始球式も王と共に務めた。代表は準決勝で敗れたが、「非常に立派に戦って素晴らしい結束だった。山本監督を中心とした良いチームでした」と褒め称えた。なお、シニアアドバイザー在任中は一軍ヘッドコーチの川相昌弘が代理監督を務めた。
巨人監督としては、開幕から1分けを挟んで7連勝し、1941年以来72年ぶりの球団記録に並ぶ。5月26日のオリックス戦で球団通算5500勝を達成。6月2日の西武戦に敗れて首位の座を阪神に明け渡したが1日で返り咲き、9日の楽天戦に敗れて2位に落ちるが13日のオリックス戦に勝って再び首位に立つと以後独走し、優勝マジック1で迎えた9月22日、東京ドームでの広島戦開始直後の午後6時3分に2位阪神がデーゲームでのヤクルト戦で敗れたため、この瞬間に2年連続リーグ優勝が決定。最終順位は2位阪神に12.5ゲーム差をつけ2年連続で2位に2桁のゲーム差をつけた。
クライマックスシリーズは3位から勝ち上がった広島に3連勝し、前年に続いて日本シリーズへの出場権を得た。日本シリーズは星野仙一率いる楽天イーグルスとの対戦。星野からの提案に合意し、全試合で両チームとも予告先発を実施した。第4戦が行われた10月30日に元監督でOBの川上哲治の訃報が伝えられ、「プロ野球、巨人軍において、さんぜんと輝く大先輩。これから先も野球界の宝物です」と悼んだ。第5戦を終わって2勝3敗と楽天に王手をかけられたが、後がなくなった第6戦は、シーズン24勝0敗の楽天先発・田中将大を攻略してこの年初の黒星をつけ、4-2で勝利して最終戦に持ち込んだ。しかし第7戦は先発の杉内が1回2/3を2失点で降板、打線も先発の美馬学から則本昂大、そして前日160球を投げながらも連投でリリーフ登板した田中の継投の前に1安打に抑えられ0-3で敗れ、シリーズ連覇を達成できなかった。
この年限りで切れる契約については、7月23日に球団会長の渡辺に前半戦の終了を報告した席で続投を前提に翌年のチーム編成の構想を話し合い、CSを制した10月18日にオーナーの白石から続投を正式に要請されて受諾。11月8日に球団を訪れシーズン報告を行い、その席で新たに2年契約を結んだ。
2014年は、6月22日のソフトバンク戦に10-5で勝ち、2年ぶり2度目の交流戦優勝を達成。ペナントレースでは6月8日のロッテ戦に勝利して首位に立つと以後その座を維持し、8月31日時点2位広島と1ゲーム差、3位阪神に2.5ゲーム差に迫られたが9月から16勝6敗で広島、阪神を突き放し、9月26日の東京ドームでのDeNA戦で3年連続リーグ優勝を達成した。規定打席到達の3割打者と打撃10傑入りの打者が不在だった。しかし、クライマックスシリーズはエース・菅野智之を右肘靭帯の損傷で欠いた影響もあり、2位から勝ち上がった阪神タイガースにファイナルステージで1勝もできずに4連敗し、日本シリーズに出場することは出来なかった。
同年、父の貢が79歳で死去した。5月4日に貢が心筋梗塞で入院したため、球団からの勧めで遠征先の名古屋から貢が入院する神奈川県の病院へ急遽駆けつけた。このため5月5日の中日戦は代理は再び川相が務め、翌日には現場復帰した。そして5月29日、貢は心不全で死去した。遺族の意向で、死去から2日後の5月31日オリックス戦の試合後に球団から発表された。しかし原はその後の福岡でのソフトバンク戦にもチームに帯同して引き続き指揮を取り、6月6日の世田谷区での近親者のみによる葬儀・告別式に甥の菅野とともに参列。同日の東京ドームの試合前に報道陣に対応し、貢の死について初めて口を開き「よく怒られた。師であり父であり、私の理解者であり、私のファンでもあった。全てがいい思い出として残っている」と述べ、貢を偲んだ。
2015年は、ヤクルトに次いで2位に終わりV9以来となる球団史上2度目のリーグ4連覇はならなかった。4月15日、B型インフルエンザウイルスに感染したため、当面自宅で静養となり、監督代行を三たび川相が務めることが発表された。4月21日の広島東洋カープ戦で、復帰した。前半戦は2位ながら2011年以来4年ぶりに負け越しで折り返した。同年は打撃陣の不調が前年より悪化し、2年連続で規定打席に到達した3割打者が出ず、その状況下で最後まで優勝を争ったものの10月2日にヤクルトが14年ぶりのリーグ優勝が決定して優勝の可能性が消滅し、2位が確定した。クライマックスシリーズでは、ファーストステージの阪神相手に2勝1敗で下して前年のリベンジを果たすも、ファイナルステージのヤクルト戦では初戦を取るも3連敗でアドバンテージ含め1勝4敗となり敗退した。
そして、敗退が決定した10月17日の試合後に球団社長の桃井恒和に辞意を伝え、10月19日に読売新聞東京本社にオーナーの白石興二郎と最高顧問の渡辺恒雄と会談して退任を申入れて了承された。その後同社内にて記者会見を行い「ここ3年間、チームは下降を続けた。この辺が潮時で、新しいリーダーにチームを託すのが最善と考えた」と語り、正式に勇退を表明した。大学時代から親交がある岡田彰布は原の勇退の報を聞いて「まさかとは思ったわ。優勝7回、日本一3回やで。すごいことや。「お疲れ様」と言いたいわ」と述べている。

### 球団特別顧問時代
2016年、1月1日より読売ジャイアンツの球団特別顧問に就任。1月18日に母校・東海大の湘南キャンパスで開かれた同大特別功労賞の授賞式に参加し、同大学出身の柔道男子日本代表・井上康生監督と行った対談の中で「今年はテレビ解説とかは一切しない。ただ、開幕戦は『ゲストなら出ます』と言った」と明言した。3月26日のヤクルトとの開幕戦に、日本テレビの中継で松井秀喜とともにゲスト解説を行った。
2016年12月、巨人OB会の幹事に就任。
2017年から日本テレビの解説者として本格的に復帰。その他TBS制作の侍ジャパン中継のゲスト解説者としても出演した。
2018年、1月15日にエキスパート表彰部門で選出され野球殿堂入りした。

### 第3次巨人監督時代
2018年10月23日、高橋由伸の後任として自身3度目の巨人監督就任が発表された。2019年からの3年契約。背番号は83。同一チームにおける3度目の監督就任は球団史上初であり、他球団でも代理や代行を除けば天知俊一（中日）と吉田義男（阪神）の2人しか前例がない。広島からFA宣言していた丸佳浩を獲得した。岩隈久志、中島宏之も獲得。
2019年、7月30日にプロ野球史上13人目となる監督通算1000勝を達成。9月21日、監督として自身8度目、5年ぶりのリーグ優勝を決めた。日本シリーズは福岡ソフトバンクホークスに4連敗で敗退した。同年オフ、野手総合コーチに石井琢朗を招聘した。
2020年、6月25日にゼラス・ウィーラー、7月14日に高梨雄平を楽天からトレードで獲得。9月11日、監督として通算1067勝を達成。巨人軍監督としての通算勝利数で川上哲治元監督を上回って、球団歴代1位になった。10月30日、球団史上38度目、監督として自身9度目となる2年連続のリーグ優勝を決めたが、日本シリーズは前年同様、福岡ソフトバンクホークスに4連敗を喫した。2013年の第7戦から日本シリーズ9連敗となり、1959年の水原茂の8連敗を超える球団ワースト記録となった。
オフの12月14日にはDeNAからFA宣言していた井納翔一、梶谷隆幸を獲得し、原同席のもと入団会見を行った。
2021年は3位、シーズン終了後に新たに3年契約を結んだことが発表された。
2022年は4位で5年ぶりのBクラスとなり、原監督自身として初めてCSを逃した。
2023年、9月29日に球団史上初の2年連続の4位でBクラス確定、CS進出も逃したことの責任を取る形で、3年契約の最終年を待たずに辞任を明らかにした。最終戦となった10月4日に退任セレモニーを行ったと同時にヘッドコーチだった阿部慎之助が後任として就任することを発表した。

### 監督勇退後
2024年からは、再び読売巨人軍特別球団顧問に復帰する傍ら、日本テレビ・ラジオ日本のゲスト解説者としても活動する。

## 選手としての特徴

### 記録
ON時代後の巨人の4番を務めたことから前世代の偉大な4番打者と頻繁に比べられ、現役時代より叩かれ役となることが多かった。特に「勝負弱い4番打者」という批判が目立った。

### 走塁放棄
原は走塁放棄でアウトになったことがある。1988年9月4日の東京ドームでの対中日23回戦、6-1と中日がリードして迎えた9回裏一死一塁の場面で、原は上原晃の球を捉え、左中間に大飛球を放った。中日の左翼手豊田成祐が背走して、捕球したかに見えた。一塁走者の岡崎郁は二塁を回っており、慌てて二塁を経由して一塁に戻ろうとした。そして豊田から内野に返球されたボールが岡崎より先に一塁に転送され、一塁塁審がアウトを宣告し、試合終了かと思われた。しかし左翼外審の手沢庄司は、豊田の捕球は直接捕球ではなく、フェンスに当たって跳ね返ったボールがグラブに収まったので「ノーキャッチ」と判定していた。したがって岡崎をアウトにするためには、岡崎自身へ触球する必要があった。一連のプレー中、原はアウトになったものと思い、一塁ベースから離れベンチに戻っていた。審判団が協議し、原を走塁放棄でアウトとし、二死一塁から試合再開となった（試合は6-1で中日が勝利）。この走塁放棄の一件は、原だけでなく岡崎、また中日の内野陣、さらに一塁塁審までの勘違いがあって起こった珍事であった。なお、原のこの打席の記録は、左翼への安打となっており、試合経過説明として走塁放棄でアウトとなっている。

## 監督として
監督として通算で、2度のセ・パ交流戦優勝（2012年、2014年）、9度のセントラル・リーグ優勝（2002年、2007年 - 2009年、2012年 - 2014年、2019年 - 2020年）、5度のクライマックスシリーズ優勝（2008年・2009年、2012年・2013年・2019年）、3度の日本一（2002年、2009年、2012年）、日韓クラブチャンピオンシップ優勝（2009年）、アジアシリーズ優勝（2012年）、WBC世界一（2009年）が各1回ずつと、計7冠を達成している。また、日本シリーズに出場した監督としてはストレートの4連勝（2002年）・4連敗（2019年・2020年）を両方経験している唯一の人物である。また2023年シーズン（第3次監督最終年）終了時点で監督通算1291勝であり、球団創設以来、歴代巨人軍監督として最多を誇る。
試合では自己犠牲、実力至上主義、勝利至上主義を貫き、必要であれば主軸打者にもバントをさせる。チームの和は競争原理が働くことで保たれるが、チームを最優先する意識を強く持った選手が集まってこそ勝利を得られると語り、己を殺すことに苦渋や不満を抱いているようではまだまだ未熟と考えている。これは個人の活躍はその場の喜びで終わるが、チームのために闘って勝てば自分が成長し豊かになる深い喜びを体感できるとの考えによるもの。
巨人入団時の監督だった藤田元司と助監督だった王貞治（後の監督）とは、監督としてのやり方が似ているとよく言われる。実際、藤田の生前には監督業について何度も意見を交わし、また王から指導者としての（主に心構えの）アドバイスも受けたことがある。長嶋茂雄からも評価をされており、成績不振が続いても「不調があっても翌年には悪かったものを壊してほしい」と見放さない期待をしている。
前横浜DeNAベイスターズの監督アレックス・ラミレスは「尊敬する監督」に原の名を挙げている。
指導では熱血漢なところがあり、2003年の試合で木佐貫洋が四球で自滅した際には「死ぬなら前のめりで死ね」と活を入れた。2006年3月12日に行われた阪神とのオープン戦では、2戦続けて失点した久保裕也をベンチ裏に呼んで叱るとともに軽く2回蹴り、その後記者団に「（キックは）ナデナデしただけですよ。しっかり頑張ろうということです。久保には信頼も大きい。期待の星だからね。」とコメントした。2013年5月に打撃不振になっていた村田修一と長野久義を非公開で指導した際にも「ナデナデ」という表現を使っていた。
自身の第2次監督時代（2006年 - 2015年）に投手陣の柱として活躍した内海哲也には「ニセ侍」「突発性四球病」などと厳しい言葉をかけることもあったが、実はその裏では「お前が必要なんだ」といつも励まして使い続けたという。内海自身、様々な環境の中で押しつぶされそうだった自分を、温かく見守ってくれた原の恩には、必ず「日本一」で報いたいと語っていた。

## 人物

### エピソード
電話好きで、2005年のオフには、入団交渉をしている選手によく電話をかけることで有名になった。同年にFA宣言した野口茂樹には「同じ目標に向かって戦おう」と話し、豊田清には1日3度の電話をかけ、両者とも入団にこぎつけた。ドラフト指名選手にも辻内崇伸などに電話をかけており、「ジャイアンツ愛」にちなんで「愛のテレフォン」と呼ばれている。2006年のオフには高橋尚成に「お前は左のエースだから、来年からの背番号は21番だ」と話した。2007年オフ、当時の阪神の監督であった岡田彰布が「トライアウト（戦力外になった）の選手はとらない」と述べた後、藤田宗一が防御率10を超える成績不振を出したことによりロッテから戦力外通告を受けた。藤田に解雇が通知されトライアウト開催された翌日、トライアウトを不参加した藤田の家に原からの電話がかかってきて、藤田は巨人と契約。岡田はこのことに大きく後悔したという。
2009年3月7日に行われたWBC東京ラウンド日本対韓国戦での勝利監督インタビューの際、マイクの音声が球場に流れないというアクシデントが発生。場内の観客からは「聞こえない」などの苦情の声が相次ぐもインタビューは進行。途中、音声が球場に流れるようになった時、原は「最初のが聞こえてなかったんじゃないですか?」と発言し、同じインタビューを頭からやり直した。
現在、東海大相模高校のある相模原市に本社を置く住宅販売業「丸正産業」のイメージキャラクターを解説者時代から務めているが、その会社の看板では巨人によく似たユニフォームを着ている（背番号「8」のバージョンと「88」のバージョンがある）。
安倍晋三と親交がある。2018年に行われた自身の野球殿堂入りを祝う会に、当時首相を務めていた安倍が出席し、「私も甘利さんも『こっちの世界に来ないかなあ』。こんな思いもあったのですが、巨人の監督に就任されましたからあきらめました」とスピーチしたことがある他、過去に出馬要請があったことも認めている。
「鋼のメンタル」に定評があり、2023年シーズン中の順天堂大学でのストレス値検査では自律神経の権威である小林弘幸教授が「学会に掛けるレベルの数値」「僕も散々機械で計測してきたけど、あんな数値は見たことなかった」と驚愕するほどの「ノーストレス」と判定された。

### 趣味・嗜好
（冗談で）「野球より好きだ」「49歳でアメリカへ渡り、50歳のときにゴルフのシニアツアーに参戦。全米シニアで同世代のグレグ・ノーマンやニック・プライスと戦う。37歳で現役引退したとき、そう思ったんだ」（2008年に50歳の誕生日を迎えた際の発言）と語るほどのゴルフ好き。2016年には関東の名門コース・戸塚カントリー倶楽部のクラブチャンピオンを獲得し、2017年の第56回報知アマゴルフ選手権に同コースの代表として出場した。2025年には相模原GCで開催予定の日本シニアオープン選手権に推薦出場予定。
プロレスも日本テレビで中継をしている全日本プロレス→プロレスリング・ノアの系列に造詣が深く、ゲスト解説などもしている。これら団体の試合を会場で観戦することもしばしばある。全日本プロレスでは永源遙の唾攻撃が原、岡崎郁と一緒に観戦していた廣田浩章のジーンズの膝あたりにかかってしまったこともあった。その試合後に永源の唾攻撃を原らに目掛けてやった張本人であるラッシャー木村の十八番であるマイクパフォーマンスで「今日おいで下さった巨人軍の選手の方々。特に原選手。燃えろ!原、燃えろ!辰徳」というエールが飛び、観客は大歓声であった。ノア社長の三沢光晴や、現役引退試合の翌日に同じく東京ドームで行われた「激突!!新日本プロレス対UWFインターナショナル全面戦争」を観戦し、当時メインイベントで高田延彦に勝利した武藤敬司とはプライベートでも親交を深めている。ジャイアント馬場の訃報をキャンプ地の宮崎で聞き、マスコミに対し「僕にとってのヒーローが…これ以上は勘弁してください」と言って人目をはばからずに号泣した。馬場はジャイアンツの大先輩でもある。最近はノア以外の選手にも注目しており、特に新日本プロレスの真壁刀義は同じ相模原市出身ということもあって、巨人の選手との会話において真壁を引き合いに出して若手に奮起を促していた。2010年2月22日には新日本プロレスの真壁と4代目タイガーマスクが宮崎キャンプに訪問して、タイガーマスクからプレゼントされた特注の覆面を迷いなくかぶる大サービスも見せた（白色のマスクで、巨人のロゴマーク入り）。
以前は喫煙者であったが、2003年秋に第1次監督退任後から禁煙トレーニングを行い、同年12月31日付で卒煙した。2004年以降は非喫煙者であり、2005年秋に第2次監督就任後以降は、チーム内の選手、スタッフの現役喫煙者全員に禁煙の指示を出し、球団事務所内の全面禁煙を徹底した。「強いチームを作るのに喫煙行為は巨人の選手としてはもちろん、アスリートとしての自覚も欠けている」とコメントしている。2011年時点ではチーム内の選手、スタッフはほとんどが非喫煙者であり、最終的にはチーム内の喫煙率0%達成を目指している。

### ジェスチャー
少年時代から長嶋の大ファンであり、長嶋の下で一軍野手総合コーチ（後に一軍ヘッドコーチ）に就任して以降、長嶋の「ビュッと振ってバーンと当てる」といった擬態音で説明したり、派手なジェスチャーを交えるスタイルを継承している。長嶋政権でのコーチ時代には本塁打を打った選手への出迎えが長嶋とそっくりであった。一部マスコミからは「チョーさん（長嶋）が2人いる」と揶揄され、久米宏は「マイナス掛けるマイナスはプラスだからなぁ」と評した。監督時代の長嶋は、試合展開や個々の特性などが一切考慮されず「教則本的な基本から1ミリでも外れた面がある采配」をするたびに「カンピューター」などとスポーツマスコミに目の仇にされていたが、原も表面的なイメージをひきずり桑田のバスター策などを「思いつき」などと形容されていることが多い。
ジェスチャーの一つ一つに特徴がある。特に味方選手が本塁打を打った後の出迎えの際には、目を見開き両拳を突き出し選手と合わせるしぐさは定番となっている。なお原がハイタッチではなくグータッチを好んでするのはハイタッチが手のひらという比較的面積が大きい部分でするため、移動したりしながらでき緩慢になることがあるのに対して、グータッチは拳と拳のためしっかり集中してやらないと形がくずれてしまい、失敗するので緩慢になるのを防止する効果があり、さらに拳と拳が合うように手をお互い見ているため目があい意思疎通も図れるからである。

### 週刊文春による不倫ならびに反社会的勢力に関する報道について
2012年6月、『週刊文春』で、1988年当時の女性不倫問題や、それに関わる2006年当時の1億円金銭の支払いの経緯が報じられた。文春は金銭を支払った男性2人組が元暴力団員であると報じ、朝日新聞でも2人を元暴力団員と報道したが、球団広報は否定した。暴力団関係者と認識したうえでの金銭供与は野球協約違反となるため、球団広報の否定は原を護るための虚偽であるとの続報を文春は出した。
これに対し原は、1988年の女性問題と2006年の金銭問題など、記事の内容を大筋で認めてファンに謝罪し、支払い相手については「プロ野球と関係ある人物」と述べた。同時に発表した文書で巨人のGMを解任された清武英利をリーク先と断定するが、清武側は直後に否定。「非常に残念でなりません。私は関知していません」とのコメントが出された。
2012年12月に球団本部は発行元の文藝春秋を相手取り、名誉毀損での3000万円の損害賠償と謝罪広告掲載を請求する訴訟を提起したが、2015年7月に東京地裁は請求を棄却。判決では「恐喝をした者を一般的な意味で反社会的勢力と考えるのは妥当だ」として文春報道の真実相当性を認定した。球団側は判決を不服として控訴したが、同年12月東京高裁は一審判決を支持し控訴を棄却した。2016年6月28日に、最高裁により球団側の上告を受理しない決定が下され、東京高裁判決が確定した。

## 詳細情報

### 年度別打撃成績
| 年 度      | 球 団      | 試 合 | 打 席 | 打 数 | 得 点 | 安 打 | 二 塁 打 | 三 塁 打 | 本 塁 打 | 塁 打 | 打 点 | 盗 塁 | 盗 塁 死 | 犠 打 | 犠 飛 | 四 球 | 敬 遠 | 死 球 | 三 振 | 併 殺 打 | 打 率 | 出 塁 率 | 長 打 率 | O P S |
| ---------- | ---------- | ----- | ----- | ----- | ----- | ----- | -------- | -------- | -------- | ----- | ----- | ----- | -------- | ----- | ----- | ----- | ----- | ----- | ----- | -------- | ----- | -------- | -------- | ----- |
| 1981       | 巨人       | 125   | 507   | 470   | 64    | 126   | 23       | 6        | 22       | 227   | 67    | 6     | 6        | 0     | 7     | 27    | 0     | 3     | 78    | 9        | .268  | .308     | .483     | .791  |
| 1982       | 巨人       | 130   | 542   | 494   | 81    | 136   | 19       | 1        | 33       | 256   | 92    | 11    | 6        | 0     | 4     | 42    | 4     | 2     | 82    | 6        | .275  | .332     | .518     | .850  |
| 1983       | 巨人       | 130   | 571   | 500   | 94    | 151   | 32       | 4        | 32       | 287   | 103   | 9     | 4        | 0     | 8     | 60    | 1     | 3     | 56    | 11       | .302  | .375     | .574     | .949  |
| 1984       | 巨人       | 130   | 543   | 468   | 72    | 130   | 19       | 1        | 27       | 232   | 81    | 7     | 3        | 1     | 4     | 67    | 3     | 3     | 58    | 8        | .278  | .369     | .496     | .865  |
| 1985       | 巨人       | 124   | 521   | 441   | 79    | 125   | 23       | 2        | 34       | 254   | 94    | 7     | 3        | 2     | 8     | 60    | 2     | 10    | 42    | 6        | .283  | .376     | .576     | .952  |
| 1986       | 巨人       | 113   | 467   | 406   | 70    | 115   | 21       | 3        | 36       | 250   | 80    | 7     | 2        | 1     | 6     | 52    | 4     | 2     | 57    | 8        | .283  | .363     | .616     | .978  |
| 1987       | 巨人       | 123   | 489   | 433   | 80    | 133   | 17       | 3        | 34       | 258   | 95    | 7     | 2        | 0     | 7     | 44    | 6     | 5     | 61    | 11       | .307  | .372     | .596     | .968  |
| 1988       | 巨人       | 126   | 529   | 467   | 79    | 140   | 24       | 1        | 31       | 259   | 81    | 5     | 6        | 0     | 0     | 61    | 6     | 1     | 63    | 14       | .300  | .382     | .555     | .936  |
| 1989       | 巨人       | 114   | 459   | 395   | 60    | 103   | 22       | 0        | 25       | 200   | 74    | 3     | 3        | 0     | 2     | 60    | 4     | 2     | 68    | 6        | .261  | .359     | .506     | .866  |
| 1990       | 巨人       | 103   | 425   | 366   | 58    | 111   | 17       | 1        | 20       | 190   | 68    | 6     | 4        | 0     | 4     | 52    | 3     | 3     | 64    | 4        | .303  | .391     | .519     | .910  |
| 1991       | 巨人       | 127   | 524   | 455   | 66    | 122   | 13       | 1        | 29       | 224   | 86    | 5     | 3        | 0     | 12    | 55    | 1     | 2     | 82    | 7        | .268  | .342     | .492     | .834  |
| 1992       | 巨人       | 117   | 493   | 437   | 61    | 119   | 17       | 1        | 28       | 222   | 77    | 4     | 3        | 0     | 3     | 46    | 1     | 7     | 71    | 13       | .272  | .349     | .508     | .857  |
| 1993       | 巨人       | 98    | 387   | 336   | 28    | 77    | 14       | 0        | 11       | 124   | 44    | 3     | 2        | 0     | 3     | 44    | 1     | 4     | 62    | 9        | .229  | .323     | .369     | .692  |
| 1994       | 巨人       | 67    | 227   | 200   | 26    | 58    | 4        | 1        | 14       | 106   | 36    | 0     | 2        | 2     | 1     | 22    | 1     | 2     | 21    | 5        | .290  | .364     | .530     | .894  |
| 1995       | 巨人       | 70    | 160   | 144   | 13    | 29    | 8        | 0        | 6        | 55    | 15    | 2     | 1        | 1     | 1     | 13    | 1     | 1     | 29    | 5        | .201  | .270     | .382     | .652  |
| 通算：15年 | 通算：15年 | 1697  | 6844  | 6012  | 931   | 1675  | 273      | 25       | 382      | 3144  | 1093  | 82    | 50       | 7     | 70    | 705   | 38    | 50    | 894   | 122      | .279  | .355     | .523     | .878  |

- 各年度の太字はリーグ最高

### 年度別監督成績
| 年 度      | 年 度      | 球 団      | 順 位      | 試 合 | 勝 利 | 敗 戦 | 引 分 | 勝 率 | ゲ ｜ ム 差             | 本 塁 打                | 打 率                   | 防 御 率                | 得 点                   | 失 点                   | 年 齡                   |                         |
| ---------- | ---------- | ---------- | ---------- | ----- | ----- | ----- | ----- | ----- | ----------------------- | ----------------------- | ----------------------- | ----------------------- | ----------------------- | ----------------------- | ----------------------- | ----------------------- |
| 2002       | 平成14年   | 巨人       | 1位        | 140   | 86    | 52    | 2     | .623  | (11.0)                  | 186                     | .272                    | 3.04                    | 691                     | 485                     | 44歳                    |                         |
| 2003       | 平成15年   | 巨人       | 3位        | 140   | 71    | 66    | 3     | .518  | 15.5                    | 205                     | .262                    | 4.43                    | 654                     | 681                     | 45歳                    |                         |
| 2006       | 平成18年   | 巨人       | 4位        | 146   | 65    | 79    | 2     | .451  | 23.5                    | 134                     | .251                    | 3.65                    | 552                     | 592                     | 48歳                    |                         |
| 2007       | 平成19年   | 巨人       | 1位        | 144   | 80    | 63    | 1     | .559  | (1.5)                   | 191                     | .276                    | 3.58                    | 692                     | 556                     | 49歳                    |                         |
| 2008       | 平成20年   | 巨人       | 1位        | 144   | 84    | 57    | 3     | .596  | (2.0)                   | 177                     | .266                    | 3.37                    | 631                     | 532                     | 50歳                    |                         |
| 2009       | 平成21年   | 巨人       | 1位        | 144   | 89    | 46    | 9     | .659  | (12.0)                  | 182                     | .275                    | 2.94                    | 650                     | 493                     | 51歳                    |                         |
| 2010       | 平成22年   | 巨人       | 3位        | 144   | 79    | 64    | 1     | .552  | 1.0                     | 226                     | .266                    | 3.89                    | 711                     | 640                     | 52歳                    |                         |
| 2011       | 平成23年   | 巨人       | 3位        | 144   | 71    | 62    | 11    | .534  | 3.5                     | 108                     | .243                    | 2.61                    | 471                     | 417                     | 53歳                    |                         |
| 2012       | 平成24年   | 巨人       | 1位        | 144   | 86    | 43    | 15    | .667  | (10.5)                  | 94                      | .256                    | 2.16                    | 534                     | 354                     | 54歳                    |                         |
| 2013       | 平成25年   | 巨人       | 1位        | 144   | 84    | 53    | 7     | .613  | (12.5)                  | 145                     | .262                    | 3.21                    | 597                     | 508                     | 55歳                    |                         |
| 2014       | 平成26年   | 巨人       | 1位        | 144   | 82    | 61    | 1     | .573  | (7.0)                   | 144                     | .257                    | 3.58                    | 596                     | 552                     | 56歳                    |                         |
| 2015       | 平成27年   | 巨人       | 2位        | 143   | 75    | 67    | 1     | .528  | 1.5                     | 98                      | .243                    | 2.78                    | 489                     | 443                     | 57歳                    |                         |
| 2019       | 令和元年   | 巨人       | 1位        | 143   | 77    | 64    | 2     | .546  | (5.5)                   | 183                     | .257                    | 3.77                    | 663                     | 573                     | 61歳                    |                         |
| 2020       | 令和2年    | 巨人       | 1位        | 120   | 67    | 45    | 8     | .598  | (7.5)                   | 135                     | .255                    | 3.34                    | 532                     | 421                     | 62歳                    |                         |
| 2021       | 令和3年    | 巨人       | 3位        | 143   | 61    | 62    | 20    | .496  | 11.0                    | 169                     | .242                    | 3.63                    | 552                     | 541                     | 63歳                    |                         |
| 2022       | 令和4年    | 巨人       | 4位        | 143   | 68    | 72    | 3     | .486  | 12.5                    | 163                     | .242                    | 3.69                    | 548                     | 589                     | 64歳                    |                         |
| 2023       | 令和5年    | 巨人       | 4位        | 143   | 71    | 70    | 2     | .504  | 15.5                    | 164                     | .252                    | 3.39                    | 523                     | 507                     | 65歳                    |                         |
| 通算：17年 | 通算：17年 | 通算：17年 | 通算：17年 | 2407  | 1291  | 1025  | 91    | .557  | Aクラス14回、Bクラス3回 | Aクラス14回、Bクラス3回 | Aクラス14回、Bクラス3回 | Aクラス14回、Bクラス3回 | Aクラス14回、Bクラス3回 | Aクラス14回、Bクラス3回 | Aクラス14回、Bクラス3回 | Aクラス14回、Bクラス3回 |

※1 太字は日本一
※2 優勝年のゲーム差は2位とのゲーム差
※3 チーム成績の太字はリーグ1位、下線はリーグ最下位
※4 2002年から2004年までは140試合制
※5 2005年から2006年までは146試合制
※6 2007年から2014年までは144試合制
※7 2015年から2019年、2021年から143試合制
※8 2014年5月5日、対中日9回戦（ナゴヤドーム）を私用(経歴を参照)により欠場。監督代行は川相昌弘一軍ヘッドコーチ（1勝）。通算成績に含まない
※9 2015年4月15日・16日の対横浜DeNA4回戦・5回戦（両日共に横浜スタジアム）、17日 - 19日の対阪神4回戦 - 6回戦（各日共に阪神甲子園球場）は体調不良で休養。監督代行は川相（4勝1敗）、通算成績に含まない
※10 2020年はCOVID-19による特例で120試合制
ポストシーズン
| 年 度 | 球 団 | 大 会 名                                             | 相 手                                         | 勝 敗                           |
| ----- | ----- | ---------------------------------------------------- | --------------------------------------------- | ------------------------------- |
| 2002  | 巨人  | 日本シリーズ                                         | 西武ライオンズ（パ・リーグ1位）               | 4勝0敗=日本一                   |
| 2007  | 巨人  | セ・リーグ クライマックスシリーズ 2ndステージ(※5)    | 中日ドラゴンズ（セ・リーグ2位）               | 0勝3敗=敗退                     |
| 2008  | 巨人  | セ・リーグ クライマックスシリーズ 2ndステージ(※6)    | 中日ドラゴンズ（セ・リーグ3位）               | 3勝1敗1分=日本シリーズ進出 (※7) |
| 2008  | 巨人  | 日本シリーズ                                         | 埼玉西武ライオンズ（パ・リーグ1位）           | 3勝4敗=敗退                     |
| 2009  | 巨人  | セ・リーグ クライマックスシリーズ 2ndステージ(※6)    | 中日ドラゴンズ（セ・リーグ2位）               | 4勝1敗=日本シリーズ進出 (※8)    |
| 2009  | 巨人  | 日本シリーズ                                         | 北海道日本ハムファイターズ（パ・リーグ1位）   | 4勝2敗=日本一                   |
| 2010  | 巨人  | セ・リーグ クライマックスシリーズ 1stステージ        | 阪神タイガース（セ・リーグ2位）               | 2勝0敗=ファイナルステージ進出   |
| 2010  | 巨人  | セ・リーグ クライマックスシリーズ ファイナルステージ | 中日ドラゴンズ（セ・リーグ1位）               | 1勝4敗=敗退 (※9)                |
| 2011  | 巨人  | セ・リーグ クライマックスシリーズ 1stステージ        | 東京ヤクルトスワローズ（セ・リーグ2位）       | 1勝2敗=敗退                     |
| 2012  | 巨人  | セ・リーグ クライマックスシリーズ ファイナルステージ | 中日ドラゴンズ（セ・リーグ2位）               | 4勝3敗=日本シリーズ進出 (※8)    |
| 2012  | 巨人  | 日本シリーズ                                         | 北海道日本ハムファイターズ（パ・リーグ1位）   | 4勝2敗=日本一                   |
| 2013  | 巨人  | セ・リーグ クライマックスシリーズ ファイナルステージ | 広島東洋カープ（セ・リーグ3位）               | 4勝0敗=日本シリーズ進出 (※8)    |
| 2013  | 巨人  | 日本シリーズ                                         | 東北楽天ゴールデンイーグルス（パ・リーグ1位） | 3勝4敗=敗退                     |
| 2014  | 巨人  | セ・リーグ クライマックスシリーズ ファイナルステージ | 阪神タイガース（セ・リーグ2位）               | 1勝4敗=敗退 (※8)                |
| 2015  | 巨人  | セ・リーグ クライマックスシリーズ 1stステージ        | 阪神タイガース（セ・リーグ3位）               | 2勝1敗=ファイナルステージ進出   |
| 2015  | 巨人  | セ・リーグ クライマックスシリーズ ファイナルステージ | 東京ヤクルトスワローズ（セ・リーグ1位）       | 1勝4敗=敗退 (※9)                |
| 2019  | 巨人  | セ・リーグ クライマックスシリーズ ファイナルステージ | 阪神タイガース（セ・リーグ3位）               | 4勝1敗=日本シリーズ進出 (※8)    |
| 2019  | 巨人  | 日本シリーズ                                         | 福岡ソフトバンクホークス（パ・リーグ2位）     | 0勝4敗=敗退                     |
| 2020  | 巨人  | 日本シリーズ(※10)                                    | 福岡ソフトバンクホークス（パ・リーグ1位）     | 0勝4敗=敗退                     |
| 2021  | 巨人  | セ・リーグ クライマックスシリーズ 1stステージ        | 阪神タイガース（セ・リーグ2位）               | 2勝0敗=ファイナルステージ進出   |
| 2021  | 巨人  | セ・リーグ クライマックスシリーズ ファイナルステージ | 東京ヤクルトスワローズ（セ・リーグ1位）       | 0勝3敗1分=敗退 (※11)            |

※5 勝敗の太字は勝利したシリーズ
※5 2007年のクライマックスシリーズ2ndステージは5試合制で先に3勝したチームの優勝、リーグ優勝チームにアドバンテージなし
※6 2008年以降のクライマックスシリーズ2ndステージ（2010年以降ファイナルステージ）は6試合制で先に4勝したチームの優勝、リーグ優勝チームに1勝のアドバンテージ
※7 アドバンテージの1勝を含む。3勝で優勝となったのは、引き分け試合で勝利数が同数になる場合は上位チームの優勝となる規定による
※8 アドバンテージの1勝を含む
※9 4敗の中に相手チームのアドバンテージの1勝を含む
※10 2020年は特例により、セ・リーグはクライマックスシリーズがなく、レギュラーシーズンの優勝チームがそのまま日本シリーズへの出場権を得た
※11 3敗の中に相手チームのアドバンテージの1勝を含む。3敗で敗退となったのは、引き分け試合で勝利数が同数になる場合は上位チームの優勝となる規定による
WBC 国・地域別対抗野球大会
| 年度   | 大会名                                         | チーム名 | 結果 | 備考 |
| ------ | ---------------------------------------------- | -------- | ---- | --- |
| 2009年 | 第2回WBC（ワールド・ベースボール・クラシック） | 日本代表 | 優勝 | 2009年に行われたWBC（ワールド・ベースボール・クラシック）第2回大会では、監督として日本チームを大会2連覇に導く。 |

- 第1ラウンド
  - 3月5日 ○ 4-0  中国
  - 3月7日 ○ 14-2  韓国
  - 3月9日 ● 0-1  韓国
- 第2ラウンド
  - 3月15日 ○ 6-0  キューバ
  - 3月17日 ● 1-4  韓国
  - 3月18日 ○ 5-0  キューバ
  - 3月19日 ○ 6-2  韓国
- 準決勝
  - 3月22日 ○ 9-4  アメリカ
- 決勝
  - 3月23日 ○ 5-3  韓国

### タイトル
- 打点王：1回（1983年）
- 最多勝利打点：2回（1982年、1983年）

### 表彰
NPB
- 最優秀選手：1回（1983年）
- 新人王（1981年）
- ベストナイン：5回（三塁手部門：1983年、1987年、1988年 外野手部門：1990年、1991年） ※複数部門に跨がっての5度受賞はセ・リーグ最多タイ（他に谷沢健一）
- ゴールデングラブ賞：2回（三塁手部門：1987年、1988年）
- 野球殿堂エキスパート部門（2018年）
- セ・リーグ 連盟特別表彰：9回（最優秀監督賞：2002年、2007年 - 2009年、2012年 - 2014年、2019年、2020年）
- 正力松太郎賞：3回（2002年、2009年、2012年）※監督として表彰
- コミッショナー特別表彰：2回（功労賞：2015年、2023年）
- 月間MVP：3回（1983年5月、1985年7月 野手部門：1989年4月）
- JA全農Go・Go賞：1回（最多二・三塁打賞：1992年8月）
- 後楽園MVP：2回（1983年、1987年）
- 東京ドームMVP特別賞：2回（1995年、2014年）
- ヤナセ・ジャイアンツMVP賞：1回（1988年）
- 報知プロスポーツ大賞：2回（セ・リーグ部門：1983年、特別賞：2009年）
- ナンバーMVP賞：1回（2009年）
- 日本プロスポーツ大賞 殊勲賞：1回（2009年）[193]

国際大会
- 世界最優秀監督：1回（2009年） ※国際野球連盟（IBAF）により選定。プロ野球界からは日米通じて初選出。

その他
- 紺綬褒章：1回（2021年[194]）
- 東海大学特別功労賞（2016年）[138]
- ゆうもあ大賞（1995年）

### 記録
初記録
- 初出場・初先発出場：1981年4月4日、対中日ドラゴンズ1回戦（後楽園球場）、「6番・二塁手」で先発出場
- 初安打：同上、6回裏に牛島和彦から左前安打
- 初本塁打・初打点：1981年4月5日、対中日ドラゴンズ2回戦（後楽園球場）、8回裏に小松辰雄から右越ソロ
- 初4番：1982年6月4日、対広島東洋カープ10回戦（広島市民球場）

節目の記録
- 100本塁打：1984年7月3日、対ヤクルトスワローズ12回戦（明治神宮野球場）、4回表に中本茂樹から左中間越ソロ ※史上131人目
- 150本塁打：1986年4月12日、対阪神タイガース1回戦（阪神甲子園球場）、2回表にリチャード・ゲイルから左越3ラン ※史上79人目
- 200本塁打：1987年6月23日、対阪神タイガース10回戦（後楽園球場）、9回裏に中西清起から左越2ラン ※史上53人目
- 1000安打：1988年7月13日、対ヤクルトスワローズ15回戦（明治神宮野球場）、9回表に尾花高夫から左前安打 ※史上153人目
- 1000試合出場：1988年10月2日、対ヤクルトスワローズ25回戦（東京ドーム）、「4番・三塁手」で先発出場 ※史上280人目
- 250本塁打：1989年4月8日、対ヤクルトスワローズ1回戦（東京ドーム）、1回裏に尾花高夫から左越2ラン ※史上28人目、平成第1号本塁打と同時に達成
- 300本塁打：1991年5月2日、対阪神タイガース5回戦（東京ドーム）、5回裏に高村洋介から左越3ラン ※史上20人目
- 1500安打：1992年9月12日、対広島東洋カープ23回戦（東京ドーム）、7回裏に望月秀通から中前安打 ※史上66人目
- 350本塁打：1992年9月25日、対中日ドラゴンズ24回戦（東京ドーム）、6回裏に今中慎二から左越2ラン ※史上15人目
- 1000打点：1993年4月29日、対横浜ベイスターズ4回戦（横浜スタジアム）、4回表に齋藤隆から中前適時打 ※史上22人目
- 1500試合出場：1993年6月1日、対横浜ベイスターズ7回戦（東京ドーム）、「4番・三塁手」で先発出場 ※史上106人目
- 3000塁打：1994年6月26日、対横浜ベイスターズ14回戦（横浜スタジアム）、1回表に加藤将斗から中前2点適時二塁打 ※史上32人目

その他の記録
- 1イニング2本塁打：1985年5月12日、対横浜大洋ホエールズ4回戦（横浜スタジアム）、8回表先頭で門田富昭から左越ソロ、二死二塁で久保文雄から左越2ラン ※史上10人目12度目[195]
- 平成第1号本塁打：1989年4月8日、対ヤクルトスワローズ1回戦（東京ドーム）、1回裏に尾花高夫から左越2ラン ※通算250本塁打と同時に達成
- シーズン12犠飛：1991年 ※歴代3位タイ、セ・リーグタイ記録
- オールスターゲーム出場：11回（1981年、1982年、1983年、1984年、1985年、1986年、1987年、1988年、1990年、1991年、1992年） ※1989年もファン選出されていたが、出場辞退

監督としての節目の記録
- 500勝：2010年5月13日、対埼玉西武ライオンズ2回戦（東京ドーム） ※史上26人目、球団史上5人目
- 700勝：2012年9月12日、対広島東洋カープ20回戦（東京ドーム） ※史上18人目、球団史上4人目
- 1000勝：2019年7月30日、対広島東洋カープ15回戦（東京ドーム） ※史上13人目、球団史上3人目
- 1200勝：2022年8月6日、対東京ヤクルトスワローズ20回戦（明治神宮野球場） ※史上10人目、球団史上初[196]
- 1000敗：2023年8月1日、対東京ヤクルトスワローズ14回戦（東京ドーム） ※史上11人目

### 背番号
- 8（1981年 - 1995年）
- 80（1999年 - 2001年）
- 83（2002年 - 2003年、2009年WBC、2019年 - 2023年）
- 88（2006年 - 2015年）

## 関連情報

### ディスコグラフィ
※特記ない限り、レコード盤として発売。
- 「どこまでも愛」（1982年発売）オリコン最高85位、売り上げ1万1000枚[197]。B面のタイトル「サム」は愛犬の名。
- 『サムシング』（1982年発売。アルバム（LP）、1995年にCDで再発） - LP版には特典としてオリジナルポスターとCM写真集が付属した。
- 「ビクトリー」（1984年4月1日発売、メインボーカルは細川たかし） - 岡田彰布、高橋慶彦、宇野勝、遠藤一彦、荒木大輔と共にコーラス参加。

### 応援歌
- 「あこがれの辰徳お兄ちゃん」（1980年12月25日発売、東芝EMI） - 作詞：鈴木しげる、作曲：小川悠一郎、編曲：小山内たけとも、歌：岡田大介
  - 歌手の岡田大介は当時5歳の少年で、ひばり児童合唱団員。TBS『ワンツージャンプ!』発の楽曲「せっけん つるん」などで知られる[198]。
- 「エイトマン・タツノリ」（1981年6月発売、Orange House Records） - 作詞：前田武彦、作編曲：萩原哲晶、歌：ビリーとスーパーヒーローズ
  - 「エイトマン」主題歌の替え歌。替え歌の作詞者・アレンジャーは原曲と同じだが、歌唱は克美しげるではない。この曲は一部分が最初期の選手別応援歌としても使用されていたが、後に全く別のものに差し替えられ、その差し替えられた応援歌の方が引退まで長きの間使用された。

### 著書
- 『原点』（中央公論新社）
- 『一流になる人はここが違う：私の出会ったヒーローたち』（1998/01・日新報道）ISBN 4817404086
- 『選手たちを動かした勇気の手紙』（2003/03・幻冬舎）ISBN 4344003128
- 『ジャイアンツ愛』（2003/11・幻冬舎）ISBN 4344004213

### 関連書籍
- 『原辰徳・青春の素顔』（今西良光著、アロー出版社、1976年12月）
- 『小説原辰徳物語：東海の父子鷹』（戸部良也著、エフプロ出版、1977年2月）
- 『虹をかける男 原辰徳：注目のゴールデンボーイの全行動記録』（戸部良也著、講談社、1980年8月）
- 『原辰徳 : おやじと息子の二十三年』（軍司貞則著、文芸春秋、1981年7月）
- 『原辰徳 : 実録まんが』（いけうち誠一絵、学習研究社（アイドル・コミックス）、1983年4月）
- 『ジャイアンツの若大将 原辰徳物語』（槙田隆次著、恒文社、1983年5月）
- 『ジャイアンツ愛：原辰徳の光と闇』（赤坂英一著、講談社、2003年5月）ISBN 978-4062117647

### 写真集
- 打ちまくれ!原辰徳―巨人の四番は男の勲章だ（1982年・講談社）ISBN 4061444123
- 原辰徳写真集（1982年・双葉社）

### 出演
テレビorラジオ
- プロ野球中継 - 解説者
  - NHKプロ野球（1996年 - 1998年。NHK総合orラジオ第1）
  - 1球の緊張感 THE LIVE（2004年 - 2005年、2016年（ゲスト解説）、2017年 - 。日本テレビ）
  - メジャーリーグベースボール（MLB）中継（『'04 リコーMLB開幕戦』ニューヨーク・ヤンキース対タンパベイ・デビルレイズ戦。2004年3月30日[199]。日本テレビ[199]）
- NHK紅白歌合戦（NHK総合&ラジオ第1）
  - 第46回（1995年12月31日） - 古田敦也（ヤクルト捕手）や、俳優の竹中直人と共に審査員として出演。
  - 第60回（2009年12月31日） - 白鵬（横綱）や、女優の森光子と共に審査員として出演。

テレビ
- サンデースポーツ（NHK総合） - キャスター
- ふたりっ子（1996年。NHK大阪） - 「読売ジャイアンツ監督・原辰徳」として出演。
- ドリーム☆アゲイン（2007年。日本テレビ） - 読売ジャイアンツ監督役 ※他に出演したエキストラとは違い、台詞があった。
- 美の巨人たち（2017年・テレビ東京） - アメリカの画家・バーニー・フュークスの回に出演。1982年の作品「スプリングトレーニングマウンテンズ」を所蔵している。

ラジオ
- 原辰徳のいきいきトーク（2004年4月 - 2005年12月。TBSラジオ）[6]
- 原辰徳 青春そして音楽（アール・エフ・ラジオ日本）
- 原辰徳 青春賛歌（アール・エフ・ラジオ日本）

CM
- 明治
  - 旧・明治製菓 - 「ハイレモン」「ヨーグレット」「クール1」
  - 旧・明治乳業 - ルーキー時代の1981年、プリンのCMに出演。現役引退後も、「明治ブルガリアヨーグルト」[199]のCMに出演。
  - 旧・明治乳業 - 「シェイク29」（1983年）小林千絵との共演。
- 富士重工業 - スバル・レオーネのCMに、1984年、岩崎宏美と共にイメージキャラクターとして起用された。
- 読売新聞社 - 試合の映像を使用（1982年）。ナレーションは徳光和夫（当時日本テレビアナウンサー）が務めた。
- 大正製薬 - 目薬「アイリス」のCM。
- 味の素 - 若手時代に同社発売調味料「味の素」のCMに出演。
- オンワード樫山 - メンズブランド「スコール」のCM。
- エポック社 - 「原辰徳のスーパー野球盤」のCM。
- ミズノ
- 大京 - ランド
- 日産自動車
  - 日産・ステージア
  - 1996年秋より、イチロー（オリックス外野手）と共に、「イチロ・ニッサン」「変わらなきゃも変わらなきゃ」キャンペーンのCMに出演。
- 佐藤製薬 - H2ブロッカー胃腸薬「アルサメック」のCM。
- サントリー - NHK解説者時代にモルツのCMへ出演。山本浩二や達川光男らとコミカルな演技を披露していた。
- ファンケル - 現役引退後[199]
- ツクダオリジナル - オセロゲーム「もう一回」篇
- 暴力団追放のPRポスターに起用（2009年）[200]。

### 受賞
- GQ MEN OF THE YEAR 2007（2007年）[201]